# Adolf Bastian
Adolf Bastian (Bremen 1826 – Port of Spain 1905) va ser un antropòleg i etnògraf alemany. Va crear la revista científica Zeitschrift für Ethnologie el 1868 i el seu trebal va formar la base del Museu Etnològic de Berlín (Museum für Völkerkunde). Va ser un dels primers a estudiar científicament els mètodes curatius primitius, a partir dels treballs de camp a la Guiana Britànica.
La psicologia del fin de siècle (segle xix-xx) li deu la teoria sobre l' Elementargedanke o «idea elemental». Va postular la idea de l'existència d'un suposat «inconscient col·lectiu», una idea que també és troba en les obres de Friedrich Nietzsche (1844-1900). Defensava la idea de la «unitat psíquica de la humanitat»: totes les poblacions humanes tindrien la mateixa capacitat mental i les diferències culturals s'han d'explicar per accidents històrics. Aquesta va inspirar la teoria de l'arquetip de Carl Jung (1875-1961). Les idees de Bastian van influir en l'antropòleg Franz Boas, Bronisław Malinowski i la mitologia comparada de Joseph Campbell.
Ha escrit més de dos-cents articles i llibres. Per a una bibliografia més extensiva vegeu: «Adolf Bastian» (en anglès, alemany).   Internet Archive. [Consulta: 17 agost 2022].